# Tomislav Peternek
Tomislav Peternek (Vinkovci, 22. svibnja 1933. – Beograd, 24. ožujka 2024.) bio je srpski fotograf.
Veći dio života proveo je kao foto-reporter, i radeći naslovnice za beogradski Nin. Autor je mnogobrojnih samostalnih izložbi.

## Fotografska zvanja
- Majstor fotografije FSJ od 1967.
- Artist FIAP (Afiap) od 1967, Ekselencija FIAP (Efiap) od 1973.

## Vanjske poveznice
- Peternek  Arhivirana inačica izvorne stranice od 13. svibnja 2019. (Wayback Machine)